# اندرو سلبی
اندرو سلبی (انگلیسی: Andrew Selby؛ زادهٔ ۲۵ دسامبر ۱۹۸۸) بوکسور اهل بریتانیا است.